# Charops taiwanus
Charops taiwanus là một loài tò vò trong họ Ichneumonidae.